# Městská knihovna Semily
Městská knihovna Semily, příspěvková organizace je veřejná knihovna s univerzálním knihovním fondem, pověřená výkonem regionálních funkcí. Jejím zřizovatelem je město Semily. Instituce poskytuje knihovnické a informační služby veřejnosti. Jako pověřená knihovna také obsluhuje celkem 71 dalších knihoven (z toho 8 profesionálních, 56 neprofesionálních a 7 vedených jako pobočky) nacházejících se v okrese Semily.

## Současnost
V roce 2020 měla knihovna 1357 čtenářů, z tohoto počtu bylo 453 dětí. Ve stejném roce bylo evidováno 20 031 návštěv knihovny a čtenáři si vypůjčili celkem 36 384 knihovních jednotek. Velikost knihovního fondu činila 67 046 knihovních jednotek.

## Oddělení knihovny
Městská knihovna Semily disponuje následujícími odděleními:
- Oddělení pro dospělé
- Oddělení pro děti a mládež
- Regionální oddělení
- Čítárna knihovny – mobilní počítačová učebna

## Služby
Městská knihovna Semily nabízí knihovnické a informační služby:
- půjčování knih, časopisů, novin, map, CD, e-knih a čteček, deskových her
- kopírování, tisk, skenování, laminování, kroužková vazba
- přístup k internetu, Wi-Fi
- meziknihovní výpůjční služba
- možnost vracení knih do biblioboxu[4][2]

### Vzdělávání a kultura
- besedy a pořady, exkurze[5]
- vzdělávací kurzy – kurzy trénování paměti, počítačové kurzy, kurz znakového jazyka
- Univerzita třetího věku
- Týden knihoven[6]
- Noc s Andersenem
- výstavy